# Mårten Bendz
Mårten E:son Bendz, född 1937 i Falkenberg, är en svensk skogsvetenskaplig forskare och företagsledare. Han är son till Erik Bendz.
Bendz studerade vid Skogshögskolan, där han 1964 skrev ett examensarbete i skogsekonomi.
1972-1976 var Bendz rektor för Skogshögskolan, innan den 1977 gick upp i Sveriges lantbruksuniversitet. Han har senare varit verksam som verkställande direktör för Södra Skogsägarna och professor vid Växjö universitet. 1989 anställdes han vid FN-organet FAO i Nepal.
2004 gav Bendz ut en uppmärksammad debattskrift där han ifrågasatte inriktningen för svenskt biotopskydd, som han menade inriktades på att "allt ska bevaras överallt". Bendz förespråkade istället att fokusera på skydd av arter som är unika för Sverige och att inte lägga resurser på arter är vanliga utanför Sverige.